# ميلاني سميث (فنانة تشكيلية)
ميلاني سميث (بالإنجليزية: Melanie Smith) هي فنانة تشكيلية بريطانية، ولدت في 1965.